# Жінки в турецькій політиці
Жінки в турецькій політиці грають сьогодні помітну роль. Вони активно беруть участь у творенні та проведенні національної політики Туреччини: кількість депутаток у парламенті країни неухильно зростає з кожними виборами.

## Передісторія
Турецьку Республіку засновано 29 жовтня 1923 року, після розпаду Османської імперії. Хоча політична влада деяких королев-матерів над османськими султанами була значною (особливо в епоху, відому як Жіночий султанат), жінки в той період не мали жодних шансів зайняти якийсь офіційний політичний пост.
Однією з перших помітних активісток на зорі республіканської ери в Туреччині була феміністка, письменниця і політична діячка Незіхе Мухіддін — засновниця першої жіночої партії в червні 1923 року. Проте партію так і не було легалізовано, оскільки республіку в той час ще не було офіційно проголошено.
Мустафа Кемаль Ататюрк, засновник республіки, ініціював серію реформ для модернізації країни, що включали й громадянську та політичну рівність для жінок. 17 лютого 1926 року в Туреччині було прийнято новий цивільний кодекс, згідно з яким права турецьких жінок і чоловіків були проголошені рівними за винятком виборчих прав. Після нетривалої, але напруженої боротьби турецькі жінки домоглися й виборчих прав на місцевих виборах — згідно із Законом № 1580 від 3 квітня 1930 року. Через 4 роки, у відповідності з новим законом, прийнятим 5 грудня 1934 року, вони отримали і повне загальне виборче право — раніше, ніж у більшості інших держав.

## Місцеве самоврядування
Першою жінкою-мухтаром (головою села) в Туреччині була Гюлькиз Урбюл, яка очолила 1933 року село Демірцидере (сьогодні — Карпуцлу) в районі Чине провінції Айдин. На виборах вона перемогла 7 кандидатів-чоловіків. Першою жінкою-мером стала Мюфіде Ільхан, обрана головою Мерсіна 1950 року.
Прогресивний курдський рух «Apoist», розпочатий забороненою Робочою партією Курдистану (РПК), мав вплив на деякі, переважно курдські, партії — такі як Партія миру і демократії і Народна демократична партія — сприяв просуванню жінок у політиці по всій країні. У грудні 2016 року американська газета «Нью-Йорк Таймс» писала про ситуацію в Східній Туреччині: «Тріщина в Туреччині загрожує гендерній рівності, створеній курдами».
Вахап Джошкун, професор права в Діярбакирському університеті і критик РПК, визнавав, що активна пропаганда курдськими партіями жінок як представниць влади впливала на Туреччину в цілому: «Це також вплинуло на те, що інші політичні партії висунули більше кандидаток — зокрема й на заході Туреччини. Це також збільшило роль жінок у соціальному житті, а також вплив жінок на політичне життя». Сьогодні безліч жінок є політиками, входячи до лав правлячої «ісламістської» партії ПСР.

## У парламенті
На загальних виборах, що відбулися 8 лютого 1935 року, 17 депутаток увійшли до Великих національних зборів Туреччини. В результаті довиборів 1936 року, Хатідже Озгюнер також увійшла до парламенту — збільшивши число жінок у ньому до 18 (4,6 %). Серед цих представниць особливо виділялася Хати Чірпан (також відома як Сати Кадин) — оскільки вона була родом із сільської місцевості.

### Вибори 1935—1991 років
Однак після обнаділивого початку 1935 року кількість жінок у парламенті стала зменшуватися: найменше число складало всього 2 жінки (0,7 % в 1954 році). Після цього на всіх наступних виборах до 1991 року частка жінок, у цілому, зростала: 1983 року до парламенту увійшло 12 депутаток (3 %), а 1991 — 8 (1,8 %).

### Вибори 1995—2015 років
Від 1995 року кількість жінок у парламенті зростала: 1995 року їх було 13 (2,4 %), а 2015 — вже 97 (17,7 %).

### Віцеспікерки парламенту
До теперішнього часу[коли?] в Туреччині на посаді голови парламенту не було жінок. Першою жінкою, що зайняла пост віцеспікера, була Нермін Нефтчі з Національної партії довіри (1972 року). У період 2007—2015 років двоє жінок були віцеспікерками: Мерал Акшенер і Гюльдаль Мумджу. 2011 року Айшенур Бахчекапили з партії "Справедливості і розвитку (ПСР) також була обрана однією з віцеспікерів.

### У Сенаті
Від 1961 до 1980 року у Великих національних зборах Туреччини існував сенат (верхня палата). За час його існування сенаторками було обрано 5 жінок.

## Жінки в політичних партіях
Дві політичні партії Туреччини були засновані жінками: Національна жіноча партія Туреччини — 1972 року (до 1980 року) і Жіноча партія — 2014.

### Лідерки партії
Першою жінкою-лідеркою турецької партії була Бехідже Боран (1910—1987) — член Робочої партії Туреччини (TIP), вона була обрана її головою 1970 року і продовжувала обіймати цю посаду до тих пір, поки всі політичні партії не були заборонені після військового перевороту 11 вересня 1980 року.

## Прем'єр-міністерки
Тансу Чілер — професорка економіки від 1983 року — увійшла в політику в листопаді 1990 року, приєднавшись до консервативної партії «Істинний шлях» (DYP). 13 червня 1993 року її обрали лідеркою партії, а 25 червня того ж року Чіллер була призначена прем'єр-міністром коаліційного уряду і стала на сьогоднішній день першою і єдиною жінкою на посаді прем'єр-міністра Туреччини[уточнити]. Чілер пропрацювала на цій посаді до 6 березня 1996 року.